# Paradox Interactive
Paradox Interactive (pogosto okrajšano PDX) je švedsko podjetje s sedežem v Stockholmu, ki se ukvarja z založništvom videoiger, ima pa tudi več podružnic za razvoj videoiger. Znano je predvsem po kompleksnih strateških videoigrah z zgodovinskimi motivi, kot sta Europa Universalis in Crusader Kings, poleg tega pa izdaja upravljavske simulacije (npr. Cities: Skylines), videoigre igranja vlog (Pillars of Eternity) in podobne zvrsti iz svoje produkcije ali produkcije neodvisnih razvijalcev.
Predhodnik podjetja je podružnica podjetja Target Games, ki se je ukvarjalo z razvojem namiznih iger in jih je želelo predelovati tudi za računalnike, a je leta 1999 propadlo. Skupino programerjev in intelektualno lastnino je prevzelo podjetje Paradox Entertainment, ki je pričelo razvijati igre, leta 2000 je tako izšel prvi del serije Europa Universalis, ki predstavlja osnovno usmeritev še zdaj. Nekaj let kasneje se je vodstvo preusmerilo v upravljanje in licenciranje franšiz drugih razvijalcev, podružnico za videoigre pa sta odkupila svetovalec Fredrik Wester in nekdanji izvršni direktor Theodore Bergquist ter jo preoblikovala v samostojno podjetje Paradox Interactive.
Paradox Interactive ima lasten servis za digitalno distribucijo videoiger GamersGate in pet razvijalskih podružnic:
- Paradox Development Studio, Stockholm, Švedska (ustanovljena leta 1995)
- Paradox Arctic, Umeå, Švedska (ustanovljena leta 2014)
- Paradox Malmö, Malmö, Švedska (ustanovljena leta 2017)
- Triumph Studios, Delft, Nizozemska (pripojena leta 2017)
- Haemimont Games, Sofija, Bolgarija (pripojena leta 2025)